# Réserves stratégiques d'uranium
Les réserves stratégiques d'uranium font référence aux stocks d'uranium détenus par le gouvernement d'un pays particulier, ainsi que par l'industrie privée, dans le but d'assurer la sécurité économique et nationale pendant une crise énergétique.

## Amérique du Nord
Au début des années 1990, les États-Unis ont créé une réserve stratégique temporaire d'uranium. L'autorisation de cette réserve a expiré en 1998 :
Il est établi par la présente la réserve stratégique nationale d'uranium sous la direction et le contrôle du secrétaire. La réserve se compose d'uranium naturel et d'équivalents d'uranium contenus dans des stocks ou des inventaires actuellement détenus par les États-Unis à des fins de défense. À compter du 24 octobre 1992 et pendant 6 ans par la suite, l'utilisation de la réserve sera limitée à des fins militaires et à la recherche gouvernementale. L'utilisation du stock de résidus d'enrichissement du ministère de l'Énergie existant le 24 octobre 1992 sera limitée à des fins militaires pendant 6 ans par la suite.
En 2007, en raison de l'augmentation du prix de l'uranium, le ministère de l'Énergie a envisagé la création d'une réserve stratégique permanente d'uranium sur le modèle de la réserve stratégique de pétrole américaine.

## Asie
La Chine a annoncé la création d'une réserve stratégique d'uranium pour compléter ses réserves stratégiques de pétrole.
Le Japon a également manifesté son intérêt pour la création de sa propre réserve stratégique d'uranium.

## France
La France affirme disposer de réserves d'uranium nécessaire à la production de son parc de centrales nucléaires pour plusieurs années. Cette durée s'élèverait à 4 années: 2 années pour l'uranium enrichi et deux années supplémentaires pour l'uranium naturel,. De plus, la France possède d'importants stocks d'uranium appauvri, mais pratiquement non exploitable. Le projet de réacteur à neutrons rapides (RNR) destiné à utiliser l'uranium appauvri est actuellement abandonné.